# Liste der Naturdenkmale in Bobenheim-Roxheim
Die Liste der Naturdenkmale in Bobenheim-Roxheim nennt die im Gemeindegebiet von Bobenheim-Roxheim ausgewiesenen Naturdenkmale (Stand 30. März 2013).

## Naturdenkmale
| Nr.         | Bezeichnung                | Lage                                                     | Beschreibung          | Bild                                    |
| ----------- | -------------------------- | -------------------------------------------------------- | --------------------- | --------------------------------------- |
| ND-7338-341 | 17 Alteichen im Nonnebusch | Bobenheim, östlich des Ortes; Abteilung Nonnenbusch Lage | Quercus sp., 17 Bäume | Direkt Bild zu diesem Denkmal hochladen |